# Grupos de células catecolaminérgicas
Grupos de células catecolaminérgicas se refere a conjuntos de neurônios no sistema nervoso central que tem sido demonstradas por fluorescência histoquímica como contendo um dos neurotransmissores dopamina ou norepinefrina. Portanto, representa a combinação de grupos de células dopaminérgicas e células noradrenérgicas. Alguns autores incluem nessa categoria grupos de células adrenérgicas 'putativas', conjuntos de neurônios que colorem por PNMT, a enzima que converte a norepinefrina em epinefrina (adrenalina).
Grupos de células catecolaminérgicas e doença de Parkinson têm um relacionamento interativo. Os neurônios catecolaminérgicos que contêm neuromelanina são mais suscetíveis à morte celular relacionada a Parkinson do que os neurônios catecolaminérgicos não melanizados. A neuromelanina é um subproduto da auto-oxidação das catecolaminas, e foi sugerido que os neurônios catecolaminérgicos envolvidos por uma baixa densidade de células da glutationa peroxidase são mais suscetíveis à degeneração na doença de Parkinson do que aqueles protegidos contra o estresse oxidativo. A hiperoxidação pode ser responsável pela degeneração seletiva de neurônios catecolaminérgicos, especificamente na substantia nigra.